# Moacyr Fenelon
Moacir Fenelon de Miranda Henriques (Patrocínio do Muriaé, 5 de novembro de 1903 — Rio de Janeiro, 14 de agosto de 1953), mais conhecido como Moacyr Fenelon, foi um cineasta e produtor brasileiro, membro da família luso-brasileira dos Miranda Henriques.
Foi um dos fundadores da Atlântida Cinematográfica (juntamente com José Carlos Burle). Destacou-se como importante batalhador em defesa do cinema brasileiro. Seus primeiros filmes, É proibido sonhar (1943), Gente Honesta (1944) e Vidas Solidárias (1945), revelam uma preocupação social e um realismo raros na época.[carece de fontes?] Em 1946 dirigiu Sob a Luz do Meu Bairro. Em 1952 dirigiu Tudo Azul, considerado seu melhor filme, produzido na Flama Filmes, de sua propriedade.

## Filmografia
| Ano  | Título                         | Diretor | Roteirista | Produtor | Departamento de Som |
| ---- | ------------------------------ | ------- | ---------- | -------- | ------------------- |
| 1929 | Acabaram-se os Otários         | Não     | Não        | Não      | Sim                 |
| 1931 | O Babão                        | Não     | Não        | Não      | Sim                 |
| 1931 | Coisas Nossas                  | Não     | Não        | Não      | Sim                 |
| 1935 | Estudantes                     | Não     | Não        | Não      | Sim                 |
| 1936 | Alô Alô Carnaval               | Não     | Não        | Não      | Sim                 |
| 1936 | João Ninguém                   | Não     | Não        | Não      | Sim                 |
| 1937 | Maria Bonita                   | Não     | Não        | Não      | Sim                 |
| 1939 | Banana da Terra                | Não     | Não        | Não      | Sim                 |
| 1939 | Futebol em Família             | Não     | Não        | Não      | Sim                 |
| 1939 | Aves Sem Ninho                 | Não     | Não        | Não      | Sim                 |
| 1939 | Anastácio                      | Não     | Não        | Não      | Sim                 |
| 1940 | Pega Ladrão                    | Não     | Não        | Não      | Sim                 |
| 1940 | Laranja da China               | Não     | Não        | Não      | Sim                 |
| 1944 | O Simpático Jeremias           | Sim     | Sim        | Não      | Sim                 |
| 1944 | Gente Honesta                  | Sim     | Sim        | Não      | Não                 |
| 1944 | É Proibido Sonhar              | Sim     | Não        | Não      | Não                 |
| 1945 | Vidas Solidárias               | Sim     | Sim        | Não      | Não                 |
| 1946 | Sob a Luz do Meu Bairro        | Sim     | Sim        | Não      | Não                 |
| 1946 | Fantasma por Acaso             | Sim     | Sim        | Não      | Não                 |
| 1948 | Asas do Brasil                 | Sim     | Não        | Não      | Não                 |
| 1948 | Obrigado, Doutor               | Sim     | Sim        | Sim      | Não                 |
| 1948 | Poeira de Estrelas             | Sim     | Não        | Sim      | Não                 |
| 1949 | Estou Aí?                      | Não     | Não        | Sim      | Não                 |
| 1949 | O Dominó Negro                 | Sim     | Não        | Sim      | Não                 |
| 1949 | O Homem que Passa              | Sim     | Não        | Sim      | Não                 |
| 1950 | A Inconveniência de Ser Esposa | Não     | Não        | Sim      | Não                 |
| 1950 | Todos Por Um                   | Não     | Não        | Sim      | Não                 |
| 1951 | O Falso Detetive               | Não     | Não        | Sim      | Não                 |
| 1951 | Milagre de Amor                | Sim     | Não        | Sim      | Não                 |
| 1952 | Com o Diabo no Corpo           | Não     | Não        | Sim      | Não                 |
| 1952 | Tudo Azul                      | Sim     | Não        | Sim      | Não                 |
| 1953 | Agulha no Palheiro             | Não     | Não        | Sim      | Não                 |